# Tamarix hispida
Tamarix hispida är en tamariskväxtart som beskrevs av Carl Ludwig von Willdenow. Tamarix hispida ingår i släktet tamarisker, och familjen tamariskväxter. Inga underarter finns listade.